# Spoorlijn 85
Spoorlijn 85 was een Belgische spoorlijn die Leupegem (bij Oudenaarde) met Herzeeuw (Frans: Herseaux) (bij Moeskroen) verbond. De 33,8 km lange spoorlijn liep door tot aan de Franse grens en sloot aan op lijn 271 000 van het spoorwegennet in Frankrijk.

## Geschiedenis

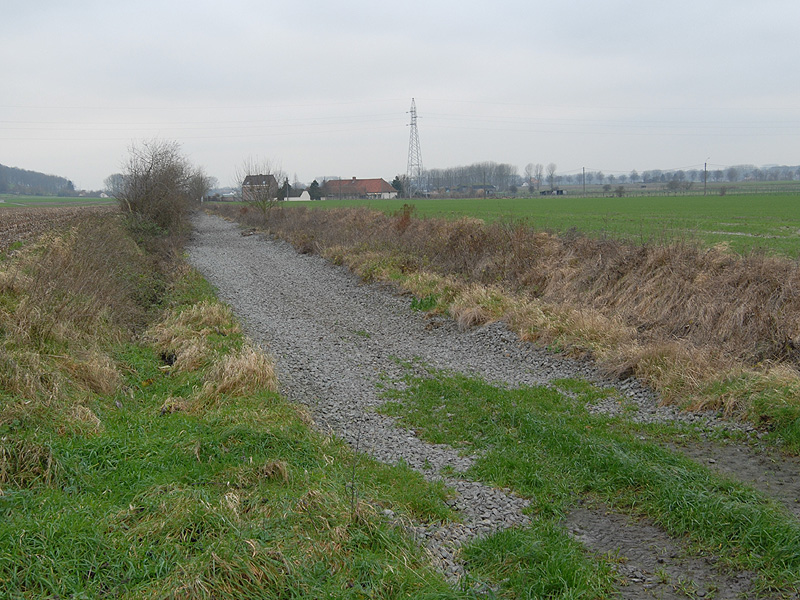
Spoorwegbedding nabij Leupegem (dec. 2006)

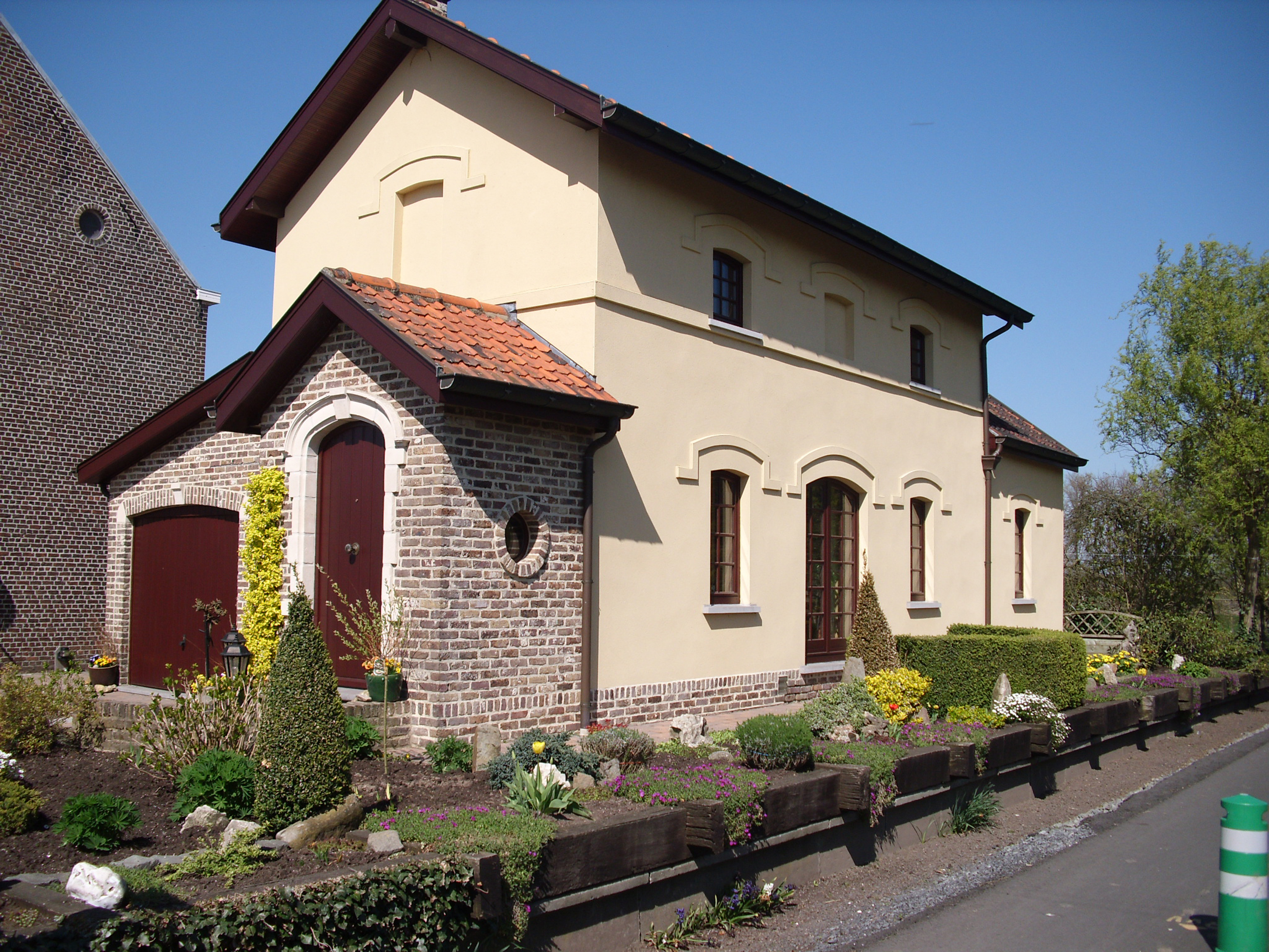
Gerestaureerd voormalig spoorweghuisje in Melden.

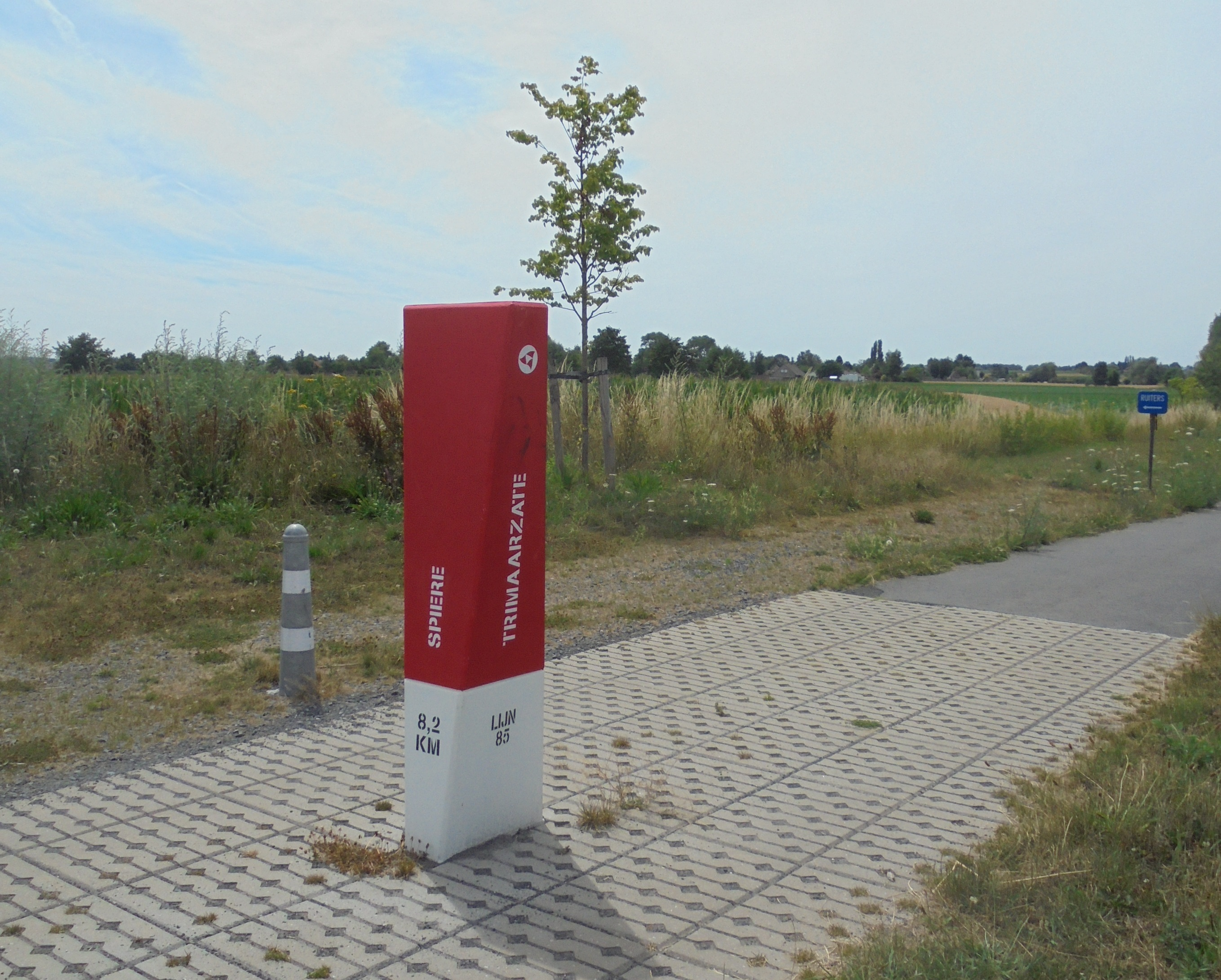
Aanduiding van de Trimaarzate.

Op 1 december 1881 werd de spoorlijn tussen Avelgem en Herseaux geopend door de Belgische Staatsspoorwegen. Op 2 oktober 1890 werd de lijn vanuit Avelgem uitgebreid tot Leupegem waar die aansloot op spoorlijn 86 (De Pinte - Basècles). Op 7 april 1899 werd het 2,5 km lange stukje tussen Herseaux en de Franse grens opengesteld.
De lijn werd enkelsporig aangelegd en is nooit geëlektrificeerd.
In 1932 werd het reizigersverkeer naar Frankrijk stopgezet, goederenverkeer op dit traject bleef nog mogelijk tot 1950. De sporen werden opgebroken in 1954. De reizigers konden na 1932 in het station van Herzeeuw overstappen op de Franse ELRT tram naar Roubaix. Op 1 augustus 1959 reed de laatste reizigerstrein tussen Leupegem en Herseaux. Goederenverkeer werd in drie fasen afgebouwd. Vanaf 1 januari 1960 reden goederentreinen nog slechts tot Avelgem. In 1966 werden de sporen tussen Avelgem en Herseaux opgebroken. Vanaf 1975 werd het goederenverkeer beperkt tot steenkooltreinen die de elektriciteitscentrale van Ruien moesten bevoorraden. De maximumsnelheid op de spoorlijn bedroeg toen 40 km/u. De sporen tussen Avelgem en Ruien werden in 1984 opgebroken. Vanaf 1 januari 2000 werd de toenmalige centrale in Ruien enkel nog per schip bevoorraad en werd het goederenvervoer op spoorlijn 85 helemaal stilgelegd. De sporen bleven liggen tot in het voorjaar 2006.
In het landschap zijn nog steeds overblijfselen te vinden van de oude spoorlijn. In de omgeving van Herseaux wordt de bedding grotendeels gebruikt voor autowegen. Tussen Spiere en Avelgem werd een fietspad op de bedding aangelegd. De route kreeg de naam Trimaarzate, wat verwijst naar de vroegere functie van de spoorlijn, namelijk het vervoeren van Vlaamse trimards. De route is een van de groene assen in beheer van de provincie West-Vlaanderen.
Op de bedding tussen Ruien en Leupegem loopt nu fietssnelweg F45 (Gent-Oudenaarde-Avelgem-Kortrijk).

## Aansluitingen
In de volgende plaatsen is of was er een aansluiting op de volgende spoorlijnen:
Herzeeuw grens
RFN 271 000, spoorlijn tussen Roubaix-Wattrelos en Wattrelos
Herzeeuw
Spoorlijn 75A tussen Moeskroen en Froyennes
Avelgem
Spoorlijn 83 tussen Kortrijk en Ronse
Leupegem
Spoorlijn 86 tussen De Pinte en Basècles-Groeven